# Леонако (Удине)
Леонако је насеље у Италији у округу Удине, региону Фурланија-Јулијска крајина.
Према процени из 2011. у насељу је живело 278 становника. Насеље се налази на надморској висини од 183 м.